# Charles Thomas Brues
Charles Thomas Brues (20 de junio de 1879-22 de julio de 1955, Crescent City (Florida)) fue un naturalista, y entomólogo estadounidense

## Biografía
Estudió en la Universidad de Texas y en la de Columbia. Fue nombrado agente de campo de la Oficina de Entomología en el Departamento de Agricultura de los Estados Unidos (1904-1905), procurador de invertebrados de zoología en el Museo Público de Milwaukee (1905-1909), y más tarde se convirtió en instructor de entomología económica en la Universidad de Harvard
Sus contribuciones a la embriología y los hábitos de los insectos, destacando los himenópteros (hormigas, abejas, etc.) y Dipteras (mosquitos, moscas, pulgas, etc.), fueron altamente instructivas. Fue editor del boletín de la sociedad de historia natural de Wisconsin (1907-1909), y en 1910 fue nombrado editor de Psyche, un diario sobre entomología.

## Algunas publicaciones
- Con Axel Leonard Melander (1878-1962), A Key to the Families of North American Insects. 1915
- Con Edward Morrison, How to make the garden pay: a manual for the intensive cultivation of home vegetable gardens. Editor Houghton Mifflin Co. 176 pp. 1917
- Con William Morton Wheeler, The Ants of the Galapagos Islands ...: The Ants of Cocos Island. Vols. 14-16 de Expedition of the California Academy of Sciences to the Galapagos Islands, 1905-1906. Proc. of the California Academy of Sciences. 310 pp. 1919
- Insects and Human Welfare. 1920, reimpreso en 1947
- Classification of Insects. 1931
- Insect Dietary : An Account of the Food Habits of Insects. 1945

## Abreviatura (zoología)
La abreviatura Brues  se emplea para indicar a Charles Thomas Brues como autoridad en la descripción y taxonomía en zoología.

- La abreviatura «C.T.Brues» se emplea para indicar a Charles Thomas Brues como autoridad en la descripción y clasificación científica de los vegetales.[1]